# سكوت بيكر
سكوت بيكر (بالإنجليزية: Scott Baker)‏ هو لاعب كرة قاعدة أمريكي، ولد في 18 مايو 1970 في سان خوسيه في الولايات المتحدة.

## وصلات خارجية
- سكوت بيكر على موقعبيزبول رفرنس.كوم (الدوري الرئيسي) (الإنجليزية)
- سكوت بيكر على موقعبيزبول رفرنس.كوم (الدوري الثانوي) (الإنجليزية)
- سكوت بيكر على موقع مشجعي الرسوم البيانية (الإنجليزية)